# Sommevoire
Sommevoire – miejscowość i gmina we Francji, w regionie Grand Est, w departamencie Górna Marna.
Według danych na rok 1990 gminę zamieszkiwały 792 osoby, a gęstość zaludnienia wynosiła 24 osób/km².